# Casa Ticho

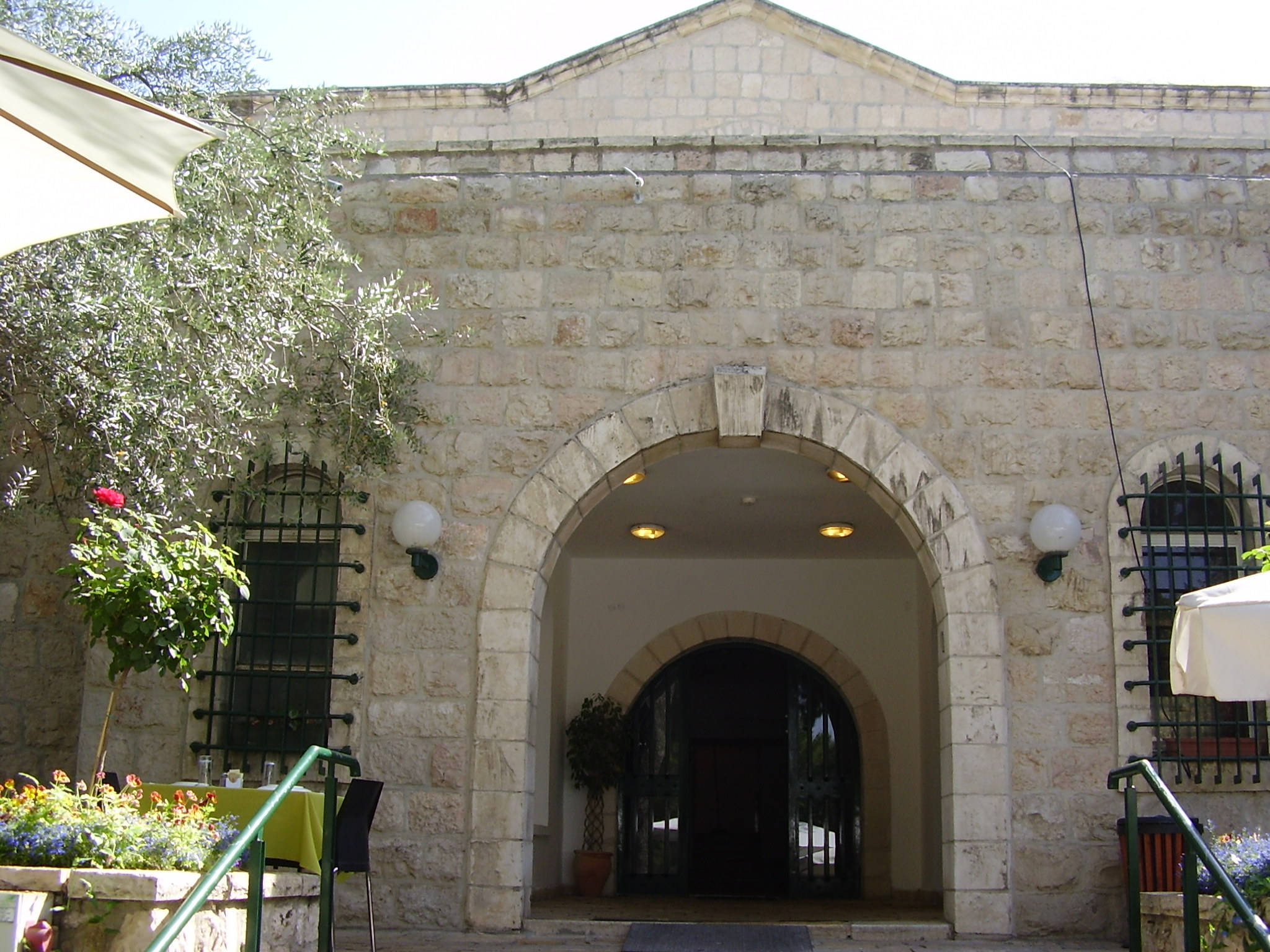
Casa Ticho

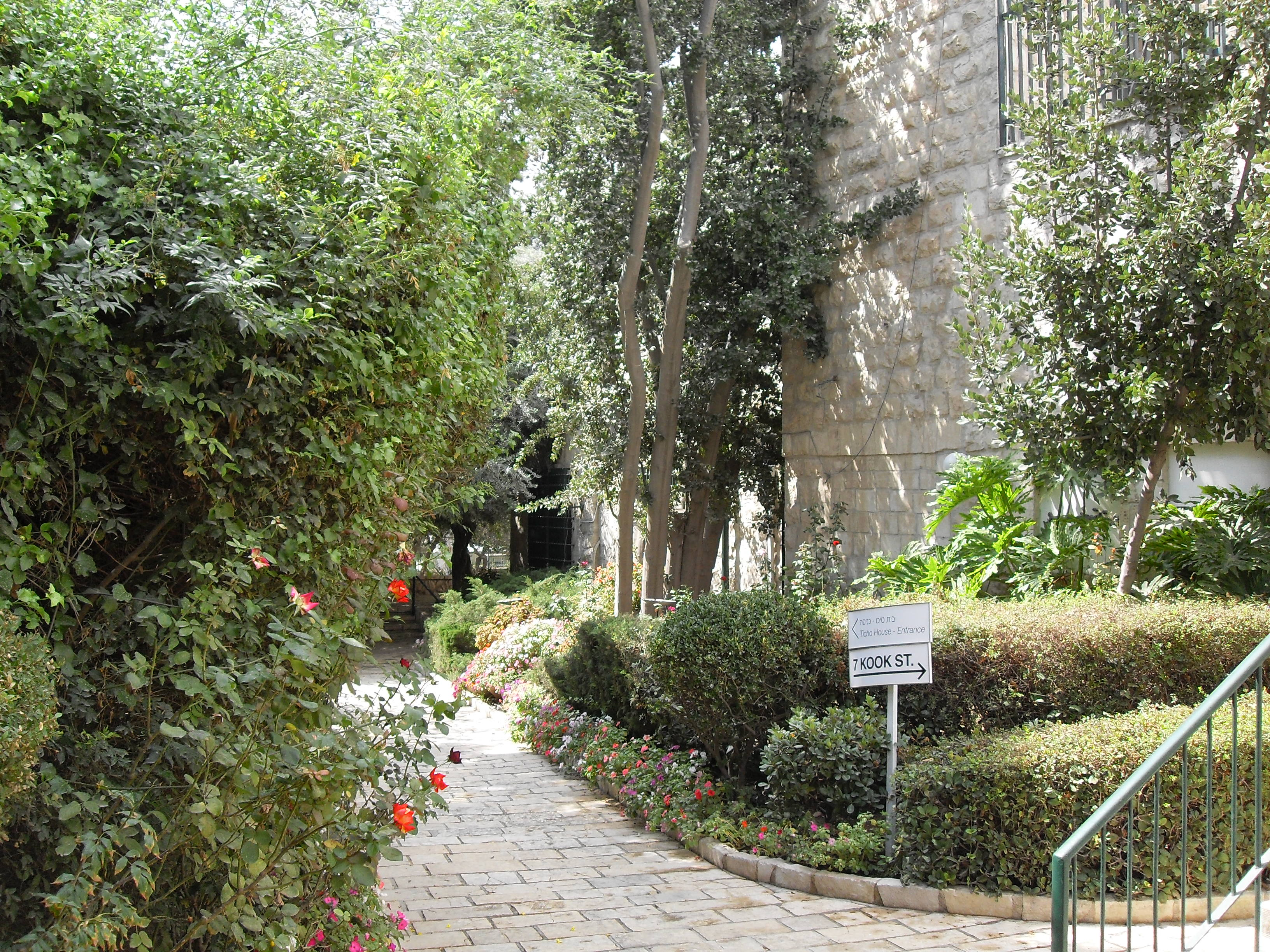
Entrada a Casa Ticho

Casa Ticho (en hebreo: בית טיכו‎, Beit Tikho) es una casa histórica en Jerusalén, Israel, ahora convertida en museo, administrado por el Museo de Israel. Fue una de las primeras casas construidas fuera de las murallas de la ciudad a finales del siglo XIX. 
Avraham Albert Ticho, un oftalmólogo, y su esposa, Anna Ticho, una artista, compró la casa en 1924. Los Ticho utilizaron el primer piso, como una clínica oftalmológica para atender a la población de Jerusalén hasta la muerte del Dr. Ticho en 1960. Ticho alojó funcionarios del gobierno local y británico en su casa, así como a muchos artistas, escritores, académicos e intelectuales. El Dr. Ticho fue apuñalado y herido de gravedad durante los Motines árabes de 1929.
Anna Ticho legó la casa y todos sus contenidos, incluyendo la biblioteca y la colección de Judaica de su marido a la ciudad de Jerusalén. 